# لاين كيلسو
لاين كيلسو هو ملحن كندي، ولد في 19 يونيو 1975 في ثاندر باي في كندا.

## وصلات خارجية
- لاين كيلسو على موقع IMDb (الإنجليزية)